# Día de Star Wars
El Día de Star Wars es un día de celebración en homenaje a la franquicia creada por George Lucas. Fue creada por fanáticos de la serie de películas y posteriormente difundida a través de las redes sociales.
El Star Wars Day nació a raíz de una publicación en el diario británico London Evening News del 4 de mayo de 1979. Se trataba de una nota en la que miembros del Partido Conservador del Reino Unido felicitaban a Margaret Thatcher por su recién adquirido puesto como primera ministra del país. «May the 4th Be With You, Maggie. Congratulations», decía el escrito que dio lugar a un juego de palabras entre «Que la Fuerza te acompañe» («May the Force be with you»). 
En 2011 el Toronto Underground Cinema organizó un festival de cine este día de fiesta, y desde entonces multitud de empresas aprovechan la ocasión para ofrecer ofertas y descuentos especiales en sus productos de Star Wars. Los fanáticos del «lado oscuro» celebran desde el estreno en 2005 de Star Wars: Episode III, Revenge of the Sith el 5 de mayo como «Revenge of the 5th», un día para conmemorar a los Sith.[cita requerida]
El 4 de mayo de 2015, los astronautas en la Estación Espacial Internacional vieron películas de Star Wars y también se realizaron otras celebraciones alrededor del mundo.

## Celebraciones Oficiales
A finales de 2012, Disney compró  Lucasfilm, incluyendo los derechos de la franquicia, y desde 2013, The Walt Disney Company ha reconocido de forma oficial el día con diversos eventos y festividades asociadas a Star Wars en Disneylandia y en  Walt Disney World.

## Lanzamientos
Debido a las festividades, diversos lanzamientos de series completas o avances han sido publicados en los últimos años. Los siguientes son ejemplos de lanzamientos courridos el día 4 de mayo:
En 2020, mediante la plataforma de streaming Disney+ se estrenó el final de la serie The Clone Wars, junto con la última entrega de la saga, Star Wars: El ascenso de Skywalker, y la serie con material inédito detrás de cámaras, Disney Gallery: The Mandalorian.
En 2021, en el mismo servicio de streaming, fue lanzada la serie animada Spin-Off de "The Clone Wars", Star Wars: The Bad Batch.
En 2022, fue lanzado a través de Youtube el segundo trailer oficial de la serie Obi-Wan Kenobi, que debutó en Disney+ el 27 de mayo del mismo año.